# Six Hours at Pedernales
Six Hours at Pedernales è un album in studio collaborativo del cantante di musica country statunitense Willie Nelson e del musicista Curtis Potter, pubblicato nel 1994.

## Tracce
1. Nothing's Changed, Nothing's New (Ray Pennington) - 3:46
2. Chase the Moon (Sharon Pennington, Jesse Shofner) - 2:27
3. Are You Sure (Buddy Emmons, Willie Nelson) - 2:27
4. The Party's Over (Willie Nelson) - 2:26
5. We're Not Talking Anymore (Mel Holt) - 2:34
6. Turn Me Loose & Let Me Swing (Ray Pennington) - 2:51
7. Once You're Past the Blues (Mel Holt) - 3:01
8. It Won't Be Easy (Don Silvers) - 3:52
9. Stray Cats, Cowboys, & Girls of the Night (Jesse Shofner) - 2:43
10. The Best Worst Thing (Ray Pennington) - 3:50
11. It Should Be Easier Now (Willie Nelson) - 3:20
12. My Own Peculiar Way (Willie Nelson) - 2:54